# The Smoakstack Sessions
The Smoakstack Sessions è un EP della cantante statunitense Kelly Clarkson, pubblicato nel 2011.

## Il disco
L'EP è stato distribuito in accompagnamento al suo quinto album in studio Stronger e solo tramite il suo sito web ufficiale, quindi in formato digitale.
Esso consiste di sei brani, registrati in acustico, cinque dei quali presenti in versione studio anche in Stronger, ai quali si aggiunge una cover di Bonnie Raitt, ovvero I Can't Make You Love Me.
Il titolo fa riferimento ai The Smoakstack Studios, gli studi di registrazione di Nashville (Tennessee), dove l'artista ha registrato.

## Tracce
1. Hello – 3:06 (Kelly Clarkson, Josh Abraham, Oliver Goldstein, Bonnie McKee)
2. The War Is Over – 3:58 (Toby Gad, Livvi Franc)
3. You Love Me – 4:05 (Clarkson, Abraham, Goldstein)
4. The Sun Will Rise – 3:20 (Danelle Leverett, Kyle Jacobs)
5. If I Can't Have You – 3:40 (Clarkson, Ryan Tedder)
6. I Can't Make You Love Me – 3:57 (Mike Reid, Allen Shamblin)